# The Wilds
The Wilds è una serie televisiva statunitense pubblicata su Prime Video, a partire dall'11 dicembre 2020.

## Trama
La serie segue le vicende di un gruppo di ragazze adolescenti che, a causa di un incidente aereo, si ritroveranno a sopravvivere su un'isola remota, senza sapere di far parte di un complicato esperimento sociale.

## Episodi
| Stagione         | Episodi | Pubblicazione USA | Pubblicazione Italia |
| ---------------- | ------- | ----------------- | -------------------- |
| Prima stagione   | 10      | 2020              | 2020                 |
| Seconda stagione | 8       | 2022              | 2022                 |

## Personaggi e interpreti

### Personaggi principali
- Fatin Jadmani (stagioni 1-2), interpretata da Sophia Taylor Ali, doppiata da Alice Bertocchi.
- Dot Campbell (stagioni 1-2), interpretata da Shannon Berry, doppiata da Chiara Leoncini.
- Martha Blackburn (stagioni 1-2), interpretata da Jenna Clause, doppiata da Laura Cherubelli.
- Rachel Reid (stagioni 1-2), interpretata da Reign Edwards, doppiata da Martina Tamburello.
- Shelby Goodkind (stagioni 1-2), interpretata da Mia Healey, doppiata da Ilaria Silvestri.
- Nora Reid (stagioni 1-2), interpretata da Helena Howard, doppiata da Giorgia Carnevale.
- Toni Shalifoe (stagioni 1-2), interpretata da Erana James, doppiata da Gea Riva.
- Leah Rilke (stagioni 1-2), interpretata da Sarah Pidgeon, doppiata da Federica Simonelli.
- Daniel Faber (stagioni 1-2), interpretato da David Sullivan, doppiato da Matteo De Mojana.
- Dean Young (stagioni 1-2), interpretato da Troy Winbush, doppiato da Davide Fazio.
- Gretchen Klein (stagioni 1-2), interpretata da Rachel Griffiths, doppiata da Renata Bertolas.
- Kirin O'Conner (stagione 2), interpretato da Charles Alexander,[3] doppiato da Matteo Garofalo.
- Rafael "Raf" Garcia (stagione 2), interpretato da Zack Calderon,[3] doppiato da Richard Benitez.
- Josh Herbert (stagione 2), interpretato da Nicholas Coombe,[3] doppiato da Daniel Magni.
- Ivan Taylor (stagione 2), interpretato da Miles Gutierrez-Riley,[3] doppiato da Mosè Singh.
- Henry Tanaka (stagione 2), interpretato da Aidan Laprete,[3] doppiato da Simone Lupinacci.
- Bo Leonard (stagione 2), interpretato da Tanner Ray Rook,[3] doppiato da Paolo De Santis.
- Scotty Simms (stagione 2), interpretato da Reed Shannon,[3] doppiato da Gianandrea Muià.

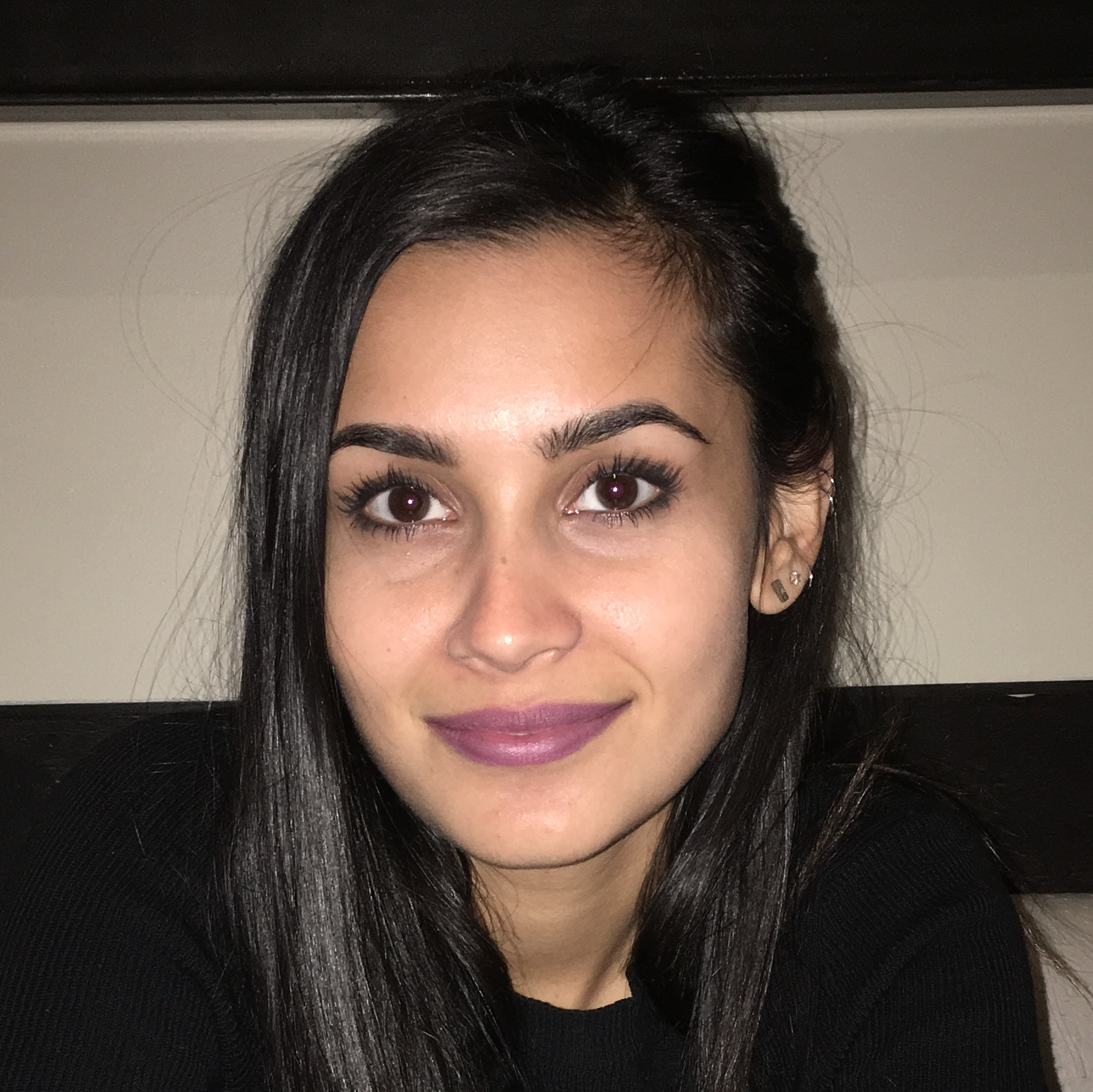
Sophia Taylor Ali interpreta Fatin Jadmani
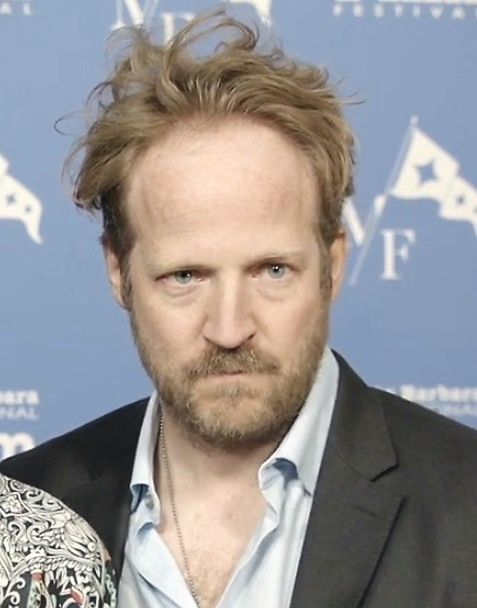
David Sullivan interpreta Daniel Faber
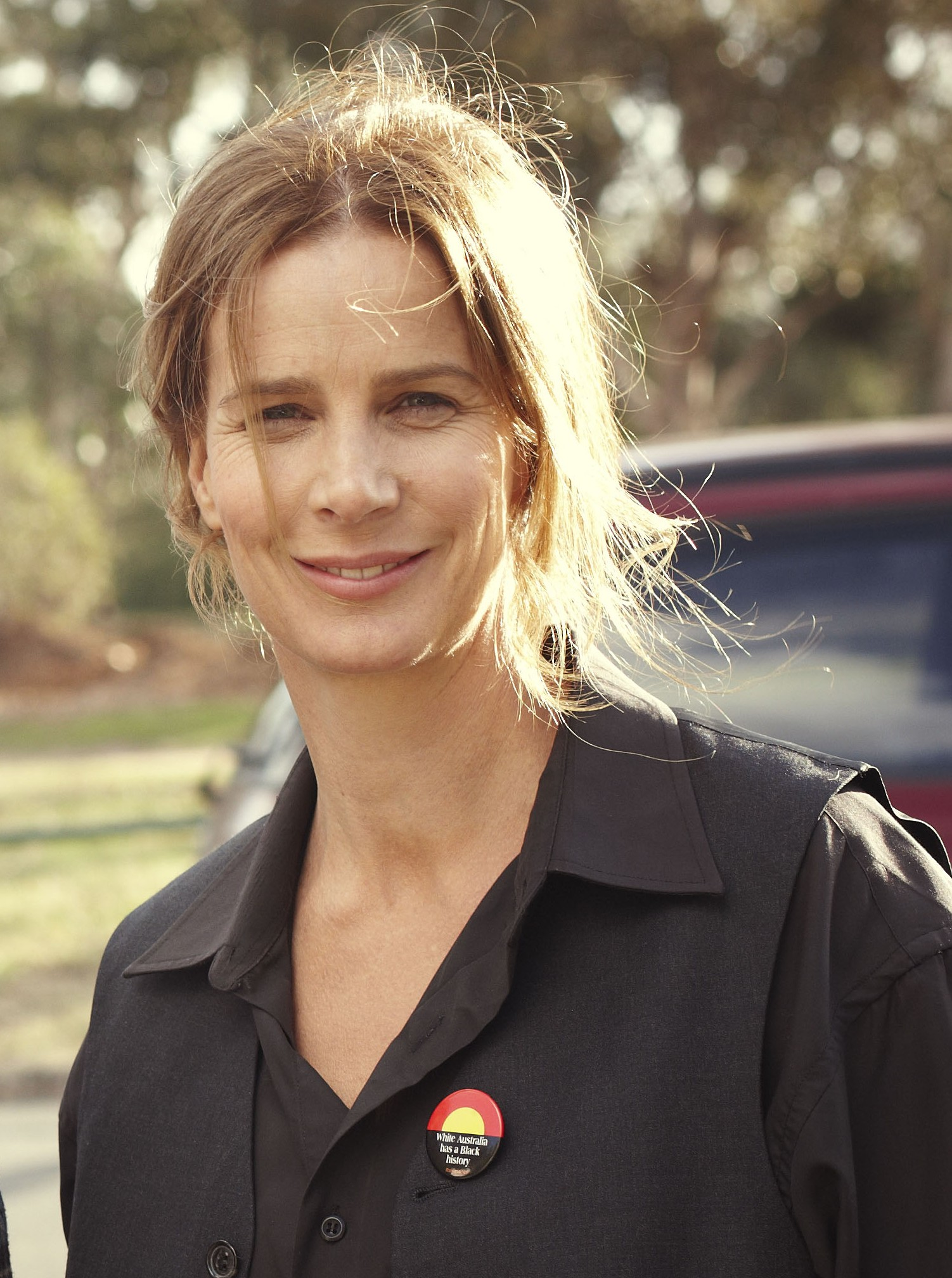
Rachel Griffiths interpreta Gretchen Klein
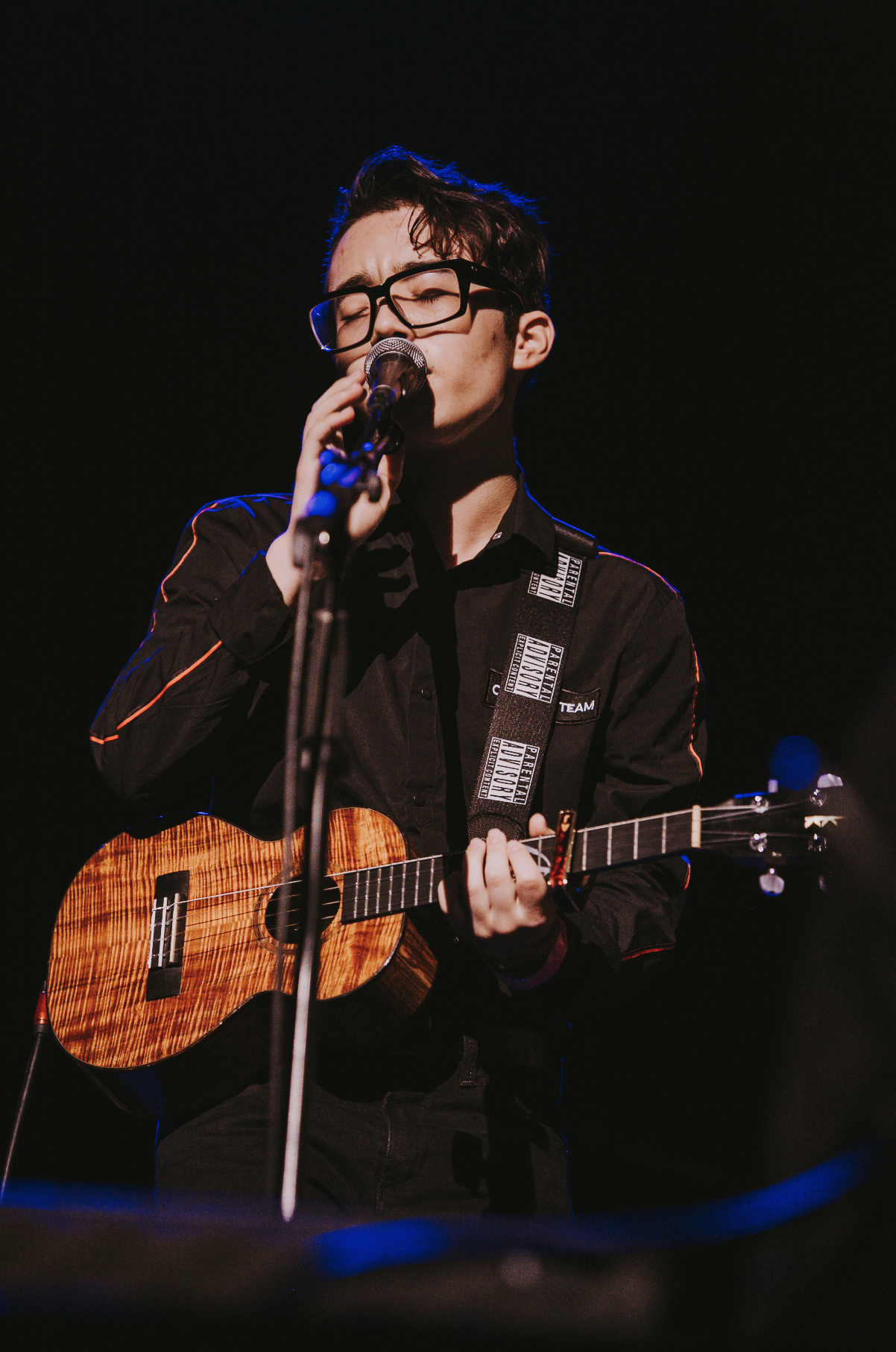
Aidan Laprete interpreta Henry Tanaka

### Personaggi ricorrenti
- Ian Murnen (stagioni 1-2), interpretato da James Fraser.
- Alex (stagioni 1-2), interpretato da Jarred Blakiston, doppiato da Alessandro Fattori.
- Susan (stagioni 1-2), interpretata da Jen Huang, doppiata da Stefania De Peppe.
- Thom (stagioni 1-2), interpretato da Joe Witkowski, doppiato da Manfredi Mo.
- Audrey (stagioni 1-2), interpretata da Barbara Eve Harris, doppiata da Dania Cericola.
- Seth Novak (stagione 2), interpretato da Alex Fitzalan,[3] doppiato da Riccardo Menni.
- DJ Keating/Devon Klein (stagione 2), interpretato da Elliot Giarola, doppiato da Davide Farronato.

## Produzione

### Sviluppo
Il 3 agosto 2018 viene annunciato che Susanna Fogel avrebbe diretto l'episodio pilota e sarebbe stata una dei produttori esecutivi della serie.
Il 28 maggio 2019 Amazon Studios conferma di aver ordinato la produzione della prima stagione della serie, composta da 10 episodi. La creatrice della serie è Sarah Streicher che è anche produttrice esecutiva insieme a Jamie Tarses di Fanfare e a Dylan Clark e Brian Williams della Dylan Clark Productions. Viene anche annunciata Amy B. Harris come showrunner, nonché produttrice esecutiva.
Il 19 dicembre 2020 Amazon Studios rinnova la serie per una seconda stagione, poi pubblicata su Prime Video il 6 maggio 2022. Il 28 luglio 2022 Amazon cancella la serie, dopo due stagioni.

### Riprese
L'episodio pilota è stato girato ad Auckland, a settembre 2018. La produzione della prima stagione è cominciata a ottobre 2019, in Nuova Zelanda. Le riprese della seconda stagione, invece, si sono svolte in Queensland, tra aprile e agosto 2021.

### Cast
Il 31 luglio 2018 vengono annunciate Mia Healey, Helena Howard, Reign Edwards e Shannon Berry come membri del cast principale. Il 7 novembre 2019 vengono annunciati anche Rachel Griffiths, David Sullivan, Troy Winbush, Sophia Taylor Ali, Sarah Pidgeon, Jenna Clause ed Erana James. Il 3 maggio 2021 viene annunciato il cast della seconda stagione, con i nuovi ingressi di: Zack Calderon, Aidan Laprete, Nicholas Coombe, Charles Alexander, Miles Gutierrez-Riley, Reed Shannon, Tanner Ray Rook e Alex Fitzalan.

## Accoglienza
Il sito Refinery29 ha descritto la serie come "parti uguali di angoscioso dramma adolescenziale e avventura survivalista". Kristen Baldwin di Entertainment Weekly dà alla serie una B+, mentre Richard Roeper del Chicago Sun-Times assegna alla serie un punteggio di 3,5 stelle su 4. La serie è stata inoltre elogiata per la diversità del cast, che include personaggi indigeni e queer, e per la rappresentazione in primo piano delle relazioni LGBT.
| Stagione | Responso della critica | Responso della critica |
| Stagione | Metacritic             | Rotten Tomatoes        |
| -------- | ---------------------- | ---------------------- |
| Prima    | 76/100 (11 recensioni) | 92% (25 recensioni)    |
| Seconda  | 62/100 (9 recensioni)  | 83% (23 recensioni)    |